# 杉山平助
杉山 平助（すぎやま へいすけ、1895年6月1日 - 1946年12月21日）は、昭和初期の文芸評論家。

## 経歴
父杉山岩三郎（1841年 - 1913年）の庶子として生まれる。岩三郎は岡山藩士の家の生まれで、第二十二国立銀行や岡山紡績所の設立に関与した後に中国鉄道社長などを歴任し、「備前西郷」と呼ばれた実業家だった。芸妓だった母の宇野を1歳で失い、大阪市の八百屋の子として養育されたのち、7歳で東京の料理屋旅館「鯛屋」に引き取られ、岩三郎が宇野没後に落籍した若い芸妓に育てられる。
明治35年、尋常小学校3年のときに伯父稲垣洋一郎の子・稲垣平助として慶應幼稚舎に転入、寄宿舎で暮らす。明治44年に父を訪ねて認知を乞い、杉山平助となる。慶應義塾大学部理財科予科に進むが、1913年病のために中退。南湖院で5年ほど療養する。1918年、横浜税関官吏となるがやはり病により退職。1925年に自伝的小説『一日本人』で生田長江に認められ、文芸評論などを書く。菊池寛に認められ、『文藝春秋』で匿名時評を担当。1931年から『東京朝日新聞』に氷川烈の筆名でコラムを執筆。自由主義的な批評で人気を集めたが、やがて軍国主義的になっていった。歯に衣着せぬ文章で同時代の人々からは「毒舌評論家」として知られていた。
1937年の日中戦争勃発後は中国に滞在し、戦地報告を書いた。そのとき中国学者で北京在住の中江丑吉を訪問し、下劣な話を持ち出して中江を憤慨させ、その後の書簡でも「下等の油虫」と形容されている。内閣情報部の漢口攻略戦「ペン部隊」に選ばれるなど戦争協力を強めたが、支持していた松岡洋右外相が失脚するとともに文壇から居場所を失った。1943年の『文芸五十年史』はベストセラーになったが、戦後間もなく死去した。

## 親族
- 父・杉山岩三郎(1841－1913) - 岡山藩士中川亀之進の次男・中川厚として極貧の中で育つ[3][4]。下野閑雲、田口江村に学び、『左伝』を愛読し、鹿児島に西郷隆盛を訪ね伊地知正治から講義を受ける[5]。1867年上洛し、備中松山征討に従軍後、岡山藩監軍として東北戦争、箱館戦争に参戦[3]。廃藩置県後、岡山県典事、島根県権参事を務めたが、1872年に辞職して帰郷、1883年に欧米視察、士族授産のために1877年に第二十二国立銀行を創立したのをはじめ、岡山紡績所、有終社、岡山電燈、岡山セメント、岡山農工銀行、山陽商業銀行、青銅硫酸会社などの発起・設立に関わり、岡山商工会議所会頭を2度務め、1892年には陰陽連絡期成同盟会委員長に就任、1895年には安田財閥系の中国鉄道社長となった[3][5][6][7]。娘婿に『信用組合論』の杉山孝平。
- 母・杉山宇野 - 芸妓。杉山は本姓で、岩三郎とは入籍していない[1]。岩三郎に落籍されたのち女学校にも通ったが平助出産後ほどなくして死亡[1]。
- 妻・杉山トミ子 - 旧姓・秦。広島県出身。1930年に結婚。トミ子も平助と同病の経験者だった[1]。
- 伯父・中川横太郎 - 父の兄
- 甥・杉山岩三郎(1890-？、文太郎) ‐ 先代・岩三郎の孫。杉山新九郎の長男。中国鉄道社長。京都帝国大学法科大学政治経済科卒。[8]
- 甥・杉山三郎 ‐ 岩三郎（文太郎）の弟。岳父に崎川才四郎。
- 姪・孝 ‐ 岩三郎（文太郎）の妹。榎本重治の妻。[8]

## 著書
- 一日本人 昭文堂 1925年
- 春風を斬る 氷川烈 大畑書店 1933年 「愛国心と猫」と改題
- 人物論 改造社 1934年
- 氷河のあくび 日本評論社 1934年
- 文芸従軍記 改造社 1934年（文芸復興叢書）
- 絶望と享楽 三笠書房 1936年
- 文学的自叙伝 中央公論社 1936年
- 新恋愛論 中央公論社 1937年
- 街の人物評論 亜里書店 1937年
- 新らしい日本人の道 第一出版社 1938年
- 現代日本観 三笠書房 1938年
- 支那と支那人と日本 改造社 1938年
- 女性面会日 第一出版社 1938年
- 揚子江艦隊従軍記 第一出版社 1938年
- 自由花 創作集 改造社 1939年
- 吾が闘病 賀川豊彦共著 三省堂 1940年
- 二十一世紀物語 教材社 1940年
- 悲しきいのち 改造社 1940年
- つひに来たる日 万里閣 1941年
- 文学と生活 有光社 1942年
- 文芸五十年史 鱒書房 1948年